# Carl Gyllenborg
Carl Gyllenborg (født 7. marts 1679, død 9. december 1746) var en svensk greve og statsmand. Han var søn af Jakob Gyllenborg og bror til Olof, Johan og Fredrik Gyllenborg.
Gyllenborg begyndte 1699 at gøre tjeneste i kancelliet og deltog 1701—03 i felttoget i Østersøprovinserne. 1703 sendtes han som "kommissionssekretær" til det engelske hof, hvor han 1710 blev resident og 1715 minister. Da Görtz i Karl XII’s navn havde indladt sig i hemmelige underhandlinger med jakobitterne for at få Stuarterne genindsatte på Englands trone, fik han i Gyllenborg en nidkær medhjælper, men anslaget røbedes, og Gyllenborg holdtes, trods sin egenskab af minister, 1/2 år fængslet af den engelske regering. Hans papirer konfiskeredes og offentliggjordes senere. 
1718 udnævntes han til statssekretær ved Handelsekspeditionen og sendtes samme år til Åland, hvor han først sammen med Görtz, senere med Lillienstedt, underhandlede om fred med Rusland. Da underhandlingerne mødte alt for store vanskeligheder, rejste Gyllenborg hjem og udnævntes 1720 til hofkansler. 1723 udnævntes Gyllenborg til rigsråd og indsattes i den "sekrete kommission", som skulle behandle de hemmeligste udenrigske anliggender. I rådet tilhørte han det såkaldte holstenske parti og arbejdede for en tilnærmelse til Rusland samt modarbejdede Sveriges accession til den hannoveranske alliance. 
På rigsdagen 1727 blev der af det hemmelige udvalg tildelt Gyllenborg en irettesættelse for forskellige uforsigtigheder, og han forflyttedes til den afdeling af rådet, der skulle behandle justits- og indenrigske anliggender, skønt hele hans embedsbane havde været den diplomatiske. Gyllenborg fandt det nu rådeligt at falde til føje og forsøgte at vinde kongens personlige bevågenhed, hvilket også lykkedes. Det brud, der i slutningen af rigsdagen 1731 indtrådte mellem kongen og Horn, forøgede endnu mere Gyllenborgs indflydelse hos kongen. 
Gyllenborg var en af stifterne af det i Sveriges historie så navnkundige hatteparti og dette partis første anerkendte chef. Han søgte af al magt og med anvendelse af ret forkastelige midler at trænge Horn ud. Da Horn havde taget sin afsked, blev Gyllenborg april 1739 af stænderne valgt til kancellipræsident. På ham falder hovedsagelig ansvaret for forbundet med Tyrkiet 2. december 1739 og krigen med Rusland (1741—43) samt alle dens ulykkelige følger. På rigsdagen 1742 drev han på en snarlig afgørelse af tronfølgervalget og tog ordet for at vælge hertugen af Birkenfeld. Ved underhandlinger om et forbund med Preussen (november 1745) påviste han det heldige for Sverige ved ikke udelukkende at støtte sig til den russiske alliance. 
Som statsmand var Gyllenborg svag, rådvild og vaklende og lod sig lede af andre, mere snu og kraftigere mænd. Som kansler for Lunds Universitet (1728—39) og Uppsala Universitet (siden 1739) indlagde han sig stor fortjeneste af videnskaberne, ligesom han selv erhvervede sig et ærefuldt navn i litteraturhistorien, både som digter og prosaforfatter samt ved sine arbejder for teatret. Han skrev blandt andet den første på svensk forfattede, 1737 opførte komedie, Swenska sprätthöken (trykt 1740). Hans skønlitterære arbejder er trykte i Pehr Hansellis Samlade vitterhetsarbeten et cetera (5. del, 1863).